# Buenaventura Salesa

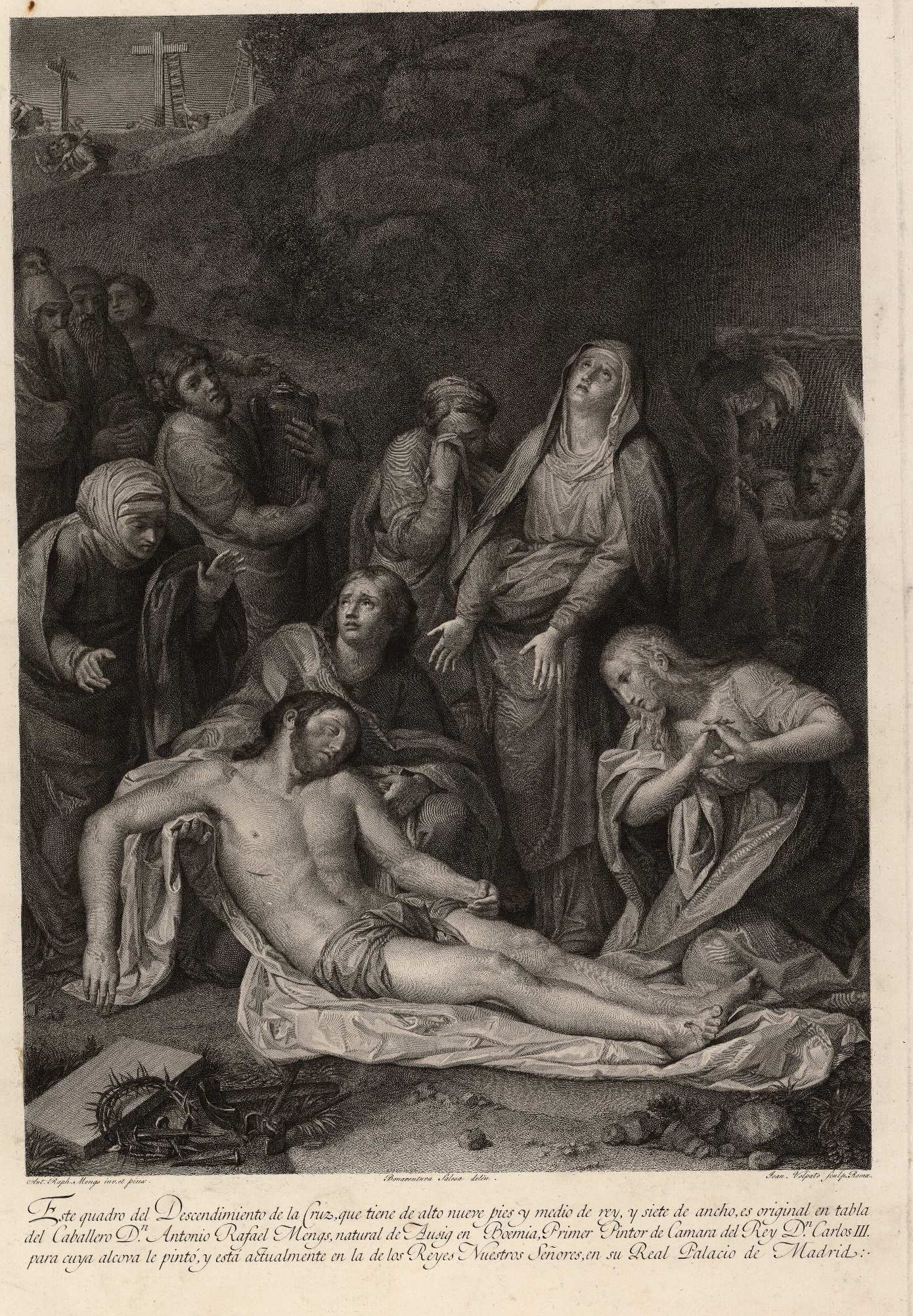
Descendimiento de la Cruz, grabado al aguafuerte, talla dulce y buril. Grabado de reproducción de Giovanni Volpato según dibujo de Salesa. Autor de la obra original Anton Raphael Mengs. Madrid, Biblioteca Nacional de España.

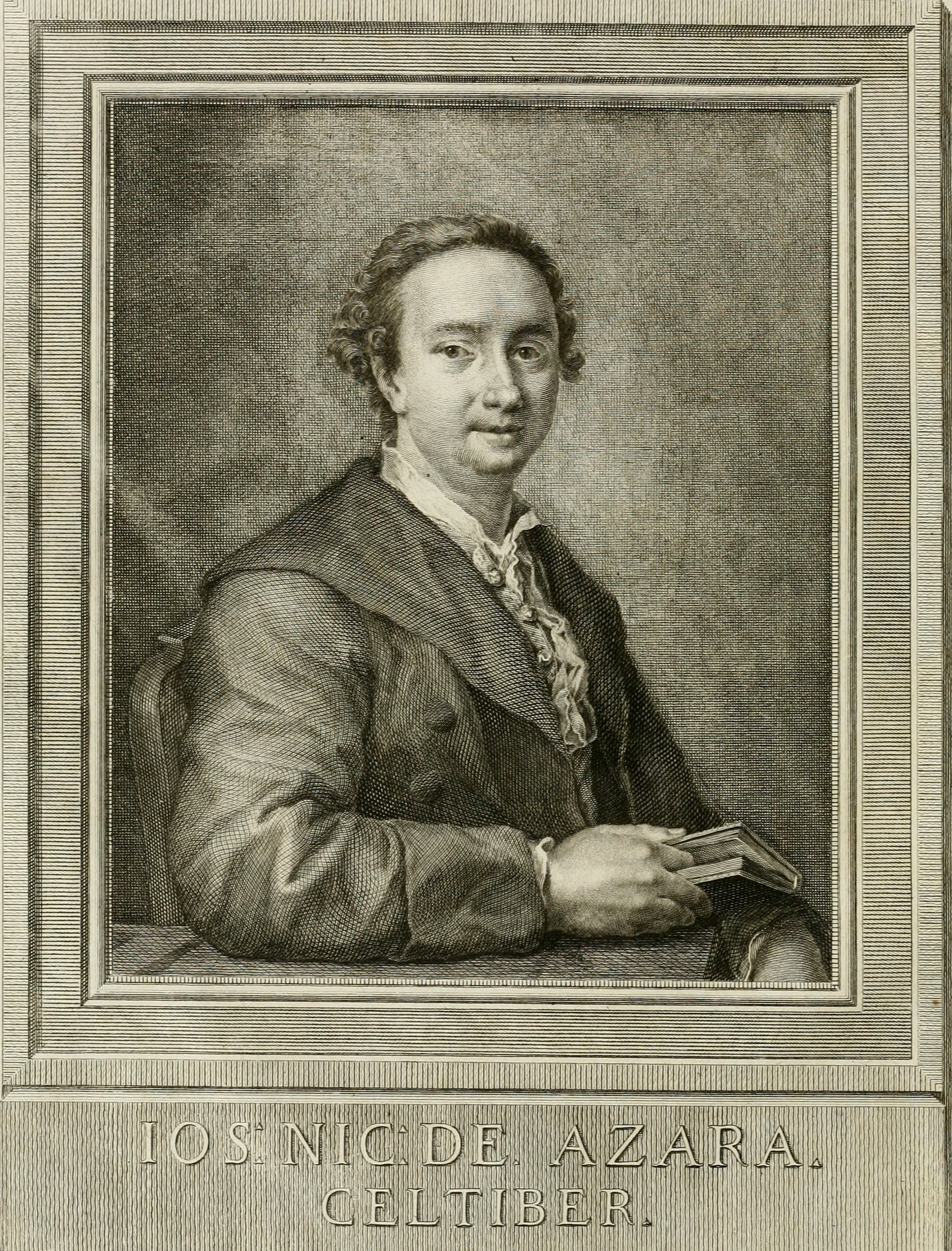
Retrato de José Nicolás de Azara incluido en la Storia delle arti del disegno presso gli antichi de Winckelmann, Roma, 1783. Dibujo de Salesa a partir del retrato de Mengs, grabado por Giacomo Bossi.

Buenaventura Salesa (Borja, 1755-Zaragoza, 1819) fue un dibujante y pintor neoclásico español.

## Biografía
Discípulo de Francisco Bayeu y alumno de la Real Academia de Bellas Artes de San Fernando desde 1770, acogido en la casa del escultor Juan Pascual de Mena, fue premiado en el concurso anual celebrado por la academia en 1772 con el segundo premio de tercera clase por sus dibujos de los vaciados en yeso del Hércules Farnesio y el Apolino. A instancias de Mengs, en 1776 fue becado por el rey Carlos III para estudiar en Roma bajo la dirección del primer pintor de Cámara.
En Roma, disfrutó de la protección del embajador José Nicolás de Azara, buen amigo de Mengs, que valoró especialmente su habilidad para el dibujo y lo empleó en varias de sus empresas, como la traducción de la Historia de la vida de Marco Tulio Cicerón de Conyers Middleton editada en Madrid en 1790, profusamente ilustrada. También hizo el dibujo para el grabado de Giacomo Bossi del retrato de Azara pintado por Mengs, incluido en la Storia delle arti del disegno presso gli antichi de Winckelmann, con dedicatoria al embajador. Desde Roma colaboró con la Compañía para el grabado de los cuadros de los Reales Palacios proporcionando el dibujo, grabado en Roma en 1791 por Giovanni Volpato, del Descendimiento de la cruz pintado por Mengs para la alcoba de Carlos III (Palacio Real de Madrid). También lo hizo con otra de las empresas más características del pensamiento ilustrado: la serie de Retratos de los españoles ilustres promovida por la Imprenta Real y el conde de Floridablanca, para la que proporcionó los retratos de Martín de Azpilicueta grabado por Manuel Salvador Carmona y Antonio de Leyva, a partir de un cuadro que se creía de Leonardo da Vinci, grabado por Bartolomé Vázquez.
También por mediación de Azara intervino con otros becarios romanos en la ornamentación de la Iglesia de Santiago de los Españoles con motivo de la muerte de Carlos III y en 1791 proporcionó las pinturas para la canonización de Andrés Hibernón. Además, de 1790 a 1798 dirigió la academia nocturna de dibujo establecida por Azara en el Palacio de España. En 1798, tras la proclamación de la República romana, acompañó al embajador Azara en su viaje de regreso a España, pasando por Florencia y París. Un año después juró en La Granja de San Ildefonso el cargo de pintor de cámara. Establecido en Zaragoza, fue hecho director de pintura de la Real Academia de San Luis, cargo que conservó hasta su muerte en 1819. De su última época se mencionan una Anunciación, copia de Mengs, para la colegiata de Alcañiz, y tres retratos: del obispo Agustín de Lezo y Palomeque, conservado en la Real Casa de la Misericordia, del financiero Juan Martín de Goicoechea y del obispo de Valladolid Juan Antonio Hernández Pérez de Larrea, de la Sociedad Económica Aragonesa, de los que existen grabados abiertos por Blas Ametller y Mateo González.
Según Ossorio tuvo dos hijos, Gaspar e Ignacio, también pintores de mediano mérito.